# Wahlenbergia brasiliensis
Wahlenbergia brasiliensis är en klockväxtart som beskrevs av Adelbert von Chamisso. Wahlenbergia brasiliensis ingår i släktet Wahlenbergia och familjen klockväxter. Inga underarter finns listade i Catalogue of Life.